# حركة العدل والسلام
حركة العدل والسلام (بالفرنسية: Mouvement pour la Justice et la paix) هي إحدى مجموعتين من الجماعات المتمردة من غرب كوت ديفوار، والتي شاركت في الحرب الأهلية الإيفوارية. قُدِّر أن لدى الحركة 250 رجلًا مسلحًا، بقيادة غاسبار ديلي، عندما وقع وقف إطلاق النار في 8 يناير 2003. منذ عام 2004، أصبحت الحركة حزبا سياسيا، يعمل كشريك صغير للحركة الوطنية لكوت ديفوار في تحالف القوى الجديدة في كوت ديفوار بقيادة غيلوم سورو. بعد انضمامها إلى الحركة الوطنية، انسحبت من المشهد العام.